# Horacio Seguí
Horacio Juan Seguí, nacido en San Nicolás de los Arroyos, Partido de San Nicolás el 24 de junio de 1944, criado y formado en Firmat, Provincia de Santa Fe, es un exjugador de baloncesto y entrenador profesional desde 1970, graduado como profesor Nacional de Educación Física desde 1965 en el INEF de San Fernando. expresidente de la Comisión de Entrenadores Profesionales, desde 1997 hasta 2003, y actualmente es Directivo de la Comisión de Entrenadores Profesionales. Es también reconocido su aporte, junto al de León Najnudel y José María Cavallero, como mentor de la Liga Nacional de Básquet. Actualmente es el entrenador de la Universidad Católica Argentina, dirigiendo el equipo A y el B de la facultad, en la liga de la Adau. 

## Entrenador
Como entrenador Horacio Seguí tiene una vasta trayectoria en clubes de Liga Nacional de Básquet, pasó por Echagüe de Paraná (1985-86), Peñarol de Mar del Plata (1987-88), Boca Juniors (campeón Liga B ‘88), Ferro Carril Oeste, Olimpia de Venado Tuerto, Quilmes de Mar del Plata, Atenas de Córdoba y Obras Sanitarias. Llevó a Olimpia al título de la Liga Nacional de Básquet 1995-96 (fue elegido Entrenador del Año de la LNB) y de la Liga Sudamericana de Clubes ‘96; y a Atenas al campeonato de la Liga Nacional 01-02. Suma 225 triunfos y 173 derrotas (56.5%).